# 蒙特瓦洛鎮區 (密蘇里州弗農縣)
蒙特瓦洛鎮區（英語：Montevallo Township）是位於美國密蘇里州弗農縣的一個行政鎮區。

## 地方資料
蒙特瓦洛鎮區的面積為102.41平方千米，當中陸地面積為102.06平方千米，而水域面積為0.35平方千米。根據2020年美國人口普查的數據，當地共有人口325人，而人口密度為每平方千米3.17人。